# It's All for You
It's All for You este un single neoficial al cântăreței de origine engleză, Leona Lewis, lansat sub statutul de single digital la data de 16 decembrie, 2006. Melodia, înregistrată înainte de participarea Leonei Lewis la concursul The X-Factor, a fost comercializată de casa de  înregistrări The Schizofreniks.
Casa de înregistrări oficială a Leonei, Sony BMG a scos single-ul în mod repetat de pe câteva site-uri de specialitate. Astfel, cântecul nu a beneficiat de promovare și nu a intrat în topuri.

## Lista melodiilor
1. "It's All for You"
2. "What You Do to Me"
3. "Dance With You"
4. "Mood for Love"